# Línea SC1 (EMT Madrid)
El Servicio Especial codificado como SC1, que a efectos de numeración interna es la línea 869, de la EMT de Madrid cubrió el trazado de la línea 6 de Metro en sentido antihorario, cerrada por obras las noches de domingos a jueves, desde el 9 de marzo hasta el 30 de mayo de 2025. El sentido contrario lo proporcionó la línea SC2.

## Características
Fue puesta en servicio la noche del 9 al 10 de marzo de 2025, prestando servicio las noches de domingos a jueves, desde las 00:00 hasta fin del servicio. No prestaba servicio viernes ni sábados, días en los que la línea 6 circulaba con normalidad hasta el cierre de las instalaciones de Metro.
La línea cubría el trazado de la línea 6 de Metro en sentido antihorario, mientras se encontraba cerrada al público, con motivo de los trabajos preliminares para la automatización de la misma. Realizaba parada en el entorno de todas las estaciones, excepto Arganzuela-Planetario. Sus cabeceras de regulación se encontraban situadas en Cuatro Caminos y Legazpi.
Paradójicamente, las líneas C1 y NC1 realizaban un recorrido similar pero en el sentido de las agujas del reloj.
Fue gratuita para los usuarios, al tratarse de un servicio consensuado entre ambos operadores de transporte.

## Horarios
| Noches de domingos a jueves |                          |                          |                          |                          |                          |
| Cuatro Caminos > Legazpi    | Cuatro Caminos > Legazpi | Cuatro Caminos > Legazpi | Legazpi > Cuatro Caminos | Legazpi > Cuatro Caminos | Legazpi > Cuatro Caminos |
| 00                          | 01                       | 02                       | 00                       | 01                       | 02                       |
| 00 10 20 30 40 50           | 00 10 20 30 40 50        | 00 10                    | 00 10 20 30 40 50        | 00 10 20 30 40 50        | 00 10 20                 |

## Recorrido y paradas
| Estación sustituida  | Código | Denominación de parada                 | Ubicación                                             | Conexiones con Metro y Cercanías |
| -------------------- | ------ | -------------------------------------- | ----------------------------------------------------- | -------------------------------- |
| Cuatro Caminos       | 1940   | Cuatro Caminos                         | Raimundo Fernández Villaverde, 1                      | Cuatro Caminos                   |
| Guzmán el Bueno      | 1416   | Ibáñez Ibero                           | Av. Reina Victoria, 40                                | Guzmán el Bueno                  |
| Vicente Aleixandre   | 3278   | Ramiro de Maeztu-Juan XXIII            | Ramiro de Maeztu con Pº de Juán XXIII                 |                                  |
| Ciudad Universitaria | 1688   | Metro Ciudad Universitaria             | Av. Complutense S/N (Frente a Facultad Medicina)      |                                  |
| Moncloa              | 740    | Moncloa                                | Pza. de la Moncloa con Pº de Moret                    | Moncloa                          |
| Argüelles            | 735    | Argüelles                              | Princesa, 47 (Alberto Aguilera)                       | Argüelles                        |
| Príncipe Pío         | 603    | Príncipe Pío                           | Cuesta de San Vicente, 44 con Gta. de San Vicente     | Príncipe Pío                     |
| Puerta del Ángel     | 873    | Puerta del Ángel                       | Pº de Extremadura, 38 (Pta. del Angel)                |                                  |
| Alto de Extremadura  | 879    | Alto de Extremadura                    | Pº de Extremadura, 158 (Alto Extremadura)             |                                  |
| Lucero               | 5559   | Lucero                                 | Higueras frente al Nº 49                              |                                  |
| Laguna               | 5094   | Laguna                                 | Alhambra con C/ Cuart de Poblet (Metro Laguna)        | Laguna                           |
| Carpetana            | 4766   | Metro Carpetana                        | Nuestra Señora de Valvanera con Vía Carpetana         |                                  |
| Oporto               | 5601   | Oporto                                 | Gta. Valle de Oro con C/ Gral. Ricardos               | Oporto                           |
| Opañel               | 2472   | Opañel                                 | Av. de Oporto, 25                                     |                                  |
| Plaza Elíptica       | 5050   | Plaza Elíptica-Marcelo Usera           | Marcelo Usera, 175 con Pza. Elíptica                  | Plaza Elíptica                   |
| Usera                | 2425   | Marcelo Usera-Ferroviarios             | Marcelo Usera, 71                                     |                                  |
| Legazpi              | 3644   | Legazpi                                | Pº del Molino frente al Nº 7                          | Legazpi                          |
| Méndez Álvaro        | 4802   | Estación de Méndez Álvaro-Estación Sur | Pedro Bosch S/N con C/ Méndez Alvaro (2 m. farola 59) | Méndez Álvaro                    |
| Pacífico             | 3720   | Pacífico                               | Doctor Esquerdo, 217                                  | Pacífico                         |
| Conde de Casal       | 1434   | Metro Conde de Casal                   | Doctor Esquerdo, 173                                  |                                  |
| Sainz de Baranda     | 4713   | Metro Sainz de Baranda                 | Doctor Esquerdo, 97                                   | Sainz de Baranda                 |
| O'Donnell            | 151    | O'Donnell                              | Doctor Esquerdo, 49                                   |                                  |
| Manuel Becerra       | 1428   | Manuel Becerra                         | Doctor Esquerdo, 1                                    | Manuel Becerra                   |
| Diego de León        | 5296   | Diego de León                          | Francico Silvela, 50                                  | Diego de León                    |
| Avenida de América   | 788    | Avenida de América                     | Francisco Silvela, 80                                 | Avenida de América               |
| República Argentina  | 5394   | República Argentina                    | Joaquín Costa, 37                                     |                                  |
| Nuevos Ministerios   | 2697   | Nuevos Ministerios                     | Raimundo Fernández Villaverde con Pº Castellana       | Nuevos Ministerios               |
| Cuatro Caminos       | 1940   | Cuatro Caminos                         | Raimundo Fernández Villaverde, 1                      | Cuatro Caminos                   |